# Szlezák László

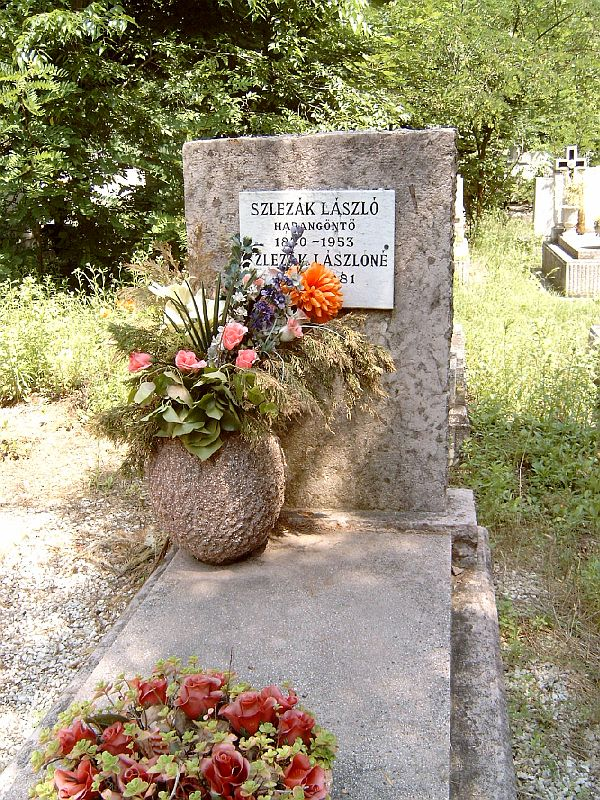
Szlezák László sírja

Szlezák László (Ispáca (Pozsony vármegye), 1870. augusztus 9. – Budapest, 1953. augusztus 9.) a legkiválóbb 20. századi magyar harangöntők egyike, a leghíresebb magyar harangöntő.
Az ő nevelt fia volt Gombos Lajos, akitől apáról fiúra szállt tovább a mesterség.

## Életpályája

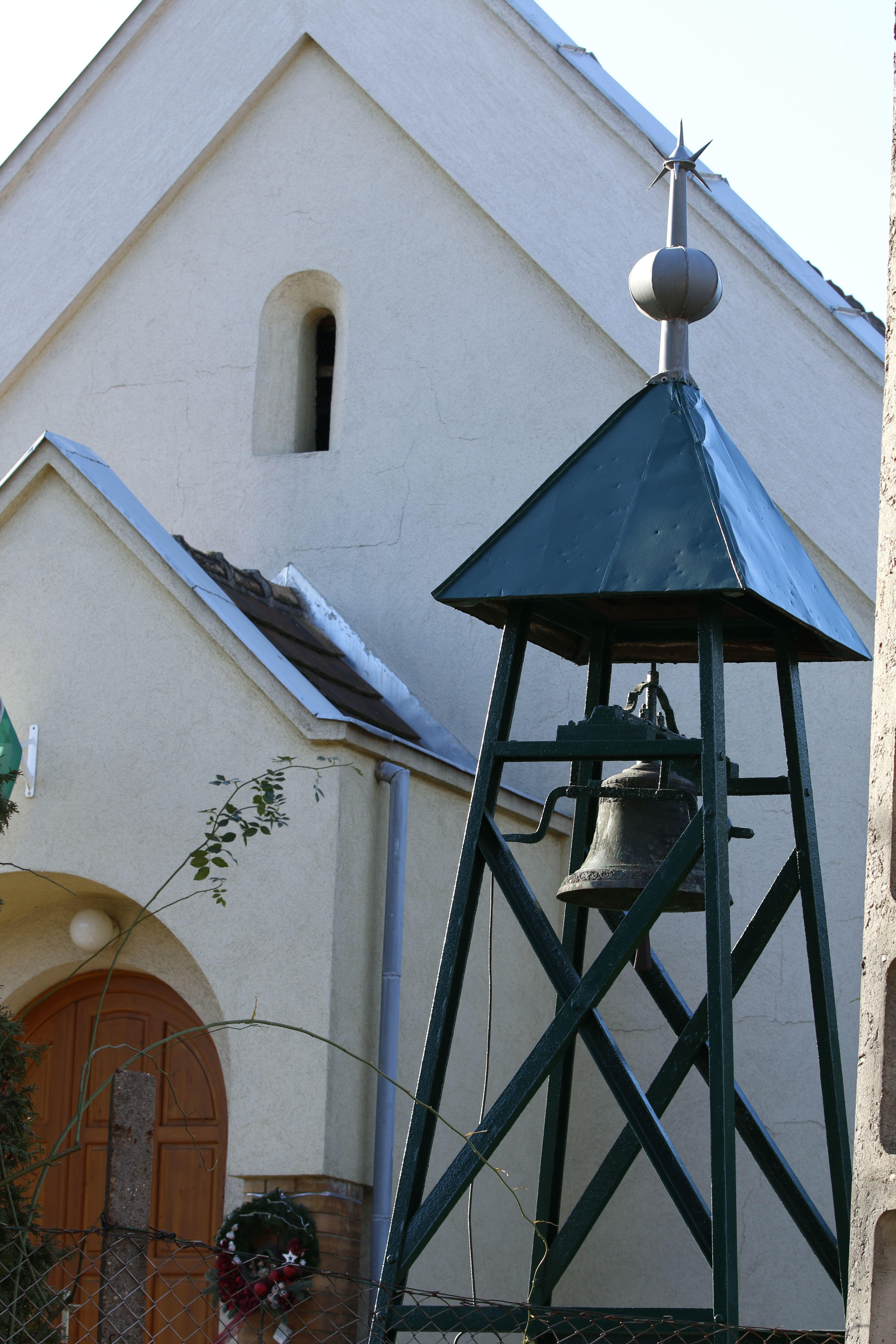
Egy általa 1936-ban öntött harang az árpádföldi református templom udvarán

Szlezák László 12 éves korától fogva dolgozott a szakmában. Első mestere, rokona, Thury Ferenc – harangöntő, aki a maga idejében az ország legjobb és leghíresebb harangöntője volt – alkalmazásában állt 1908-ig. Előbb inaskodott, majd ugyanott lett legény, később művezető öntő mester. Thury halála után önállósította magát. A budapesti Lehel utca 8. szám alatt működött Thury-műhelyt 1909-ben Egry Ferenc vett át, 1911-ben pedig Szlezák vásárolta meg. Az önálló műhely első jelentős megrendelése még abban az évben a ceglédi református templom számára öntött harang volt. 1914-ben új műhelyt nyitott Angyalföld külső részén. Az első világháború alatt megélhetését az biztosította, hogy 1916-tól a rekvirált harangok szakszerű leszerelésére kapott megbízást. Az ezt követő konjunktúrában gyorsan fellendült műhelye közel 100 embert foglalkoztatott. 1928-ban készítette el 3600 kilogrammal ennek az időszaknak a legnagyobb tömegű, harangját a pesti ferencesek Alcantarai Szent Péter-temploma részére. Ugyanebben az évben az Országos Iparegyesülettől megkapta az Aranykoszorús mester címet, amelyet ezt követően minden harangján feltüntetett. Ekkor 50 munkáskéznek adott kenyeret. Harangjait a háború után kiállításokon is bemutatta. A két háború között egy ideig a Gyáriparosok Országos Szövetségének elnökhelyettese is volt – ez egyik oka is lett a család második világháború utáni üldöztetésének.
Munkásságának legnagyobb, 7945 kg tömegű harangját 1930-ban készítette el a budapesti Szent István-bazilika részére. Az 1930-as évek közepén a váci és az esztergomi bazilikától is kapott nagyobb méretű harangra megrendelést. Ekkortól változott az által készített harangok díszítése is: palástjuk alsó részén szőlőleveles díszítést, a középső részükön a megrendelő által kért díszítést és feliratot, a felső részükön babérkoszorúkból és virágfüzérekből alkotott díszítéssort került. Második feleségének a fiát, Gombos Lajost hatéves korában, 1934-ben adoptálta, fiaként nevelte és a mesterség rejtelmeibe is beavatta.
Gyárát 1944 szeptemberében lebombázták, amit követően fiával saját kezűleg építette fel új műhelyét. A háború utáni első, 700 kilogrammos harangot hulladékbronzból öntötték a Béke téri Szent László-templom számára.
1953-as haláláig – becslések szerint – több mint 5000 harangot öntött. Az első világháborúban hadi célokra lefoglalt harangok túlnyomó részét ő öntötte újra, de a második világháború után haláláig is öntött még harangokat. Műhelyét 1951-ben államosították, ekkor már sokat betegeskedett. Halála után, 1955-ben műhelye meg is szűnt. 1960-tól mostohafia, Gombos Lajos lett a harangöntő. A családi hagyományt a Gombos-dinasztia következő tagjai, Gombos Miklós és fia, Gombos Ferenc folytatják.
Felesége Vancsó Anna néven született, ezüstmenyegzőjüket 1925-ben a budapesti karmeliták templomában tartották. Unokaöccse, Szlezák Rafael is harangöntő volt, és évtizedeken át keze alatt dolgozott.

## Nyughelye
Sírja a budapesti Új köztemető 114/X-1-51 sírhelyén található.

## Díjai, elismerései
- 1900. évi párizsi világkiállítás díszoklevele (1900)
- aranyérem – vasipari kiállítás (1921, 1923)
- a kormány díszoklevele – I., II. Kézműipari Tárlat (1925, 1926)[5][6]
- Magyarország aranykoszorús harangöntő mestere cím - III. Országos Kézművesipari Tárlat, koszorús mesterverseny (1928)
- »Pro Ecclesia et Pontifice« érdemkereszt a Pápa Őszentségétől lelkes munkásságáért és adományaiért (1929-ben vette át a Tomori utcai elemi leányiskola kápolnájában a karmelita rend tartományfőnökétől[7])
- 1930. évi nemzetközi vásár emléklapja (1930)
- ezüst díszérem az ipari jelességért - Országos Iparegyesület (1932)[8]

Számos vidéki kiállításon is szerzett aranyérmeket harangjaival.